# Кучук-Узенбаш (родник)
Кучук-Узенбаш (также Кучук-Узенбашский, Панапарт, Вриси, Карстовый № 78; укр. Кучук-Узенбаш, крымскотат. Küçük Özenbaş, Кучюк Озенбаш) — источник в Крыму, считающийся основным истоком одноимённой реки, расположенный на южной окраине села Многоречье в балке Бурма, ручей которого огибает скалу, на которой располагался средневековый замкок XIII—XIV века Кучук-Узенбаш. Родник, фактически, представляет собой 2 расположенных неподалёку источника (из которых верхний менее мощный), вытекающих в овраге, которые по принятой в гидрогеологии номенклатуре назавают правая и левая голова. Согласно изданию «Гидрогеология СССР» источник входит в число крупнейших в Крыму (с дебитом более 100 л/с) и записан, как карстовый источник со средним многолетним дебитом 116 л/с, максимальным 1236 л/с и минимальным 3 л/с. Там же в таблице он записан, как «Источник 78. „Карстовый“;… расход источника, 116 л/с; температура воды XII 1961, 10° С; минерализация 0,344 г/л; общая жесткость 3,97 мг-экв; компоненты: Na + К, Mg, Ca, Cl, SO4». Родник отнесён к группе, выходящих из верхнеюрских известняков, характеризующихся наличием нескольких фаз в изменении их дебита и связанных с обширными площадями подземных водосборов. Современными методами высота источников над уровнем моря определена в 466 м для верхнего (правый) и 455 м для нижнего (левый). В настоящее время территория, на которой находятся источники является санитарной зоной Ключевского водозабора (огорожена колючей проволокой и охраняется), откуда вода подаётся в Ялтинский гидротоннель.

## История изучения
Впервые об источнике сообщил Пётр Кеппен в отчёте 1838 года «Uber die Temperatur von 130 Quellen der Taurischen Halbinsel» (Температура 130 источников Таврического полуострова), где он описан под № 48 
Вриси, богатый источник в деревне Кючук-Озенбаш (то есть на Малой реке); 24 июля (5 августа) 1837 года, в ¾ 4-го часа дня, при [температуре воздуха] +19°R… [температура воды] 6,7°R.
Источник, как и окружающая территория носит имя Вриси, которое неоднократно повторяется как имя источников в Крыму, особенно рядом с руинами бывших укреплений…
В материалах «Партии Крымских Водных Изысканий» 1913—1916 года родник числится, как Панапарт (Кучук-Узенбашем у них считался другой источник, сейчас известный, как Азменын-Чокрак). В книге Н. В. Рухлова «Обзор речных долин горной части Крыма» 1916 года описан двойной Кучук-Узеньбашский родник (на расстоянии около 20 саженей один от другого), с суточным расходом в одном 325000 вёдер воды (с температурой 8,4° С) и 69000 — в другом, при температуре 8,8° С.